# Acetilpropionil
Acetilpropionil, takođe poznat kao acetil propionil ili 2,3-pentandion, je organsko jedinjenje, specifičnije diketon.
Neke od primena acetilpropionila su:
- rastvarač za celulozni acetat, boje, inkove, i lakove,
- početni materijal za boje, pesticide, i lekove,
- i aroma, sa mirisom koji se može opisati kao "puterast, sirast, sladak, orašni, vočni, kremast, karamelan".[5]